# Diphyus albomarginatus
Diphyus albomarginatus là một loài tò vò trong họ Ichneumonidae.